# Сян
Сян (пол. San; нім. Saan) — річка в Україні (Самбірський район, Львівська область) та Польщі (Підкарпатське воєводство). Найбільша карпатська (права) притока Вісли (басейн Балтійського моря).

## Опис

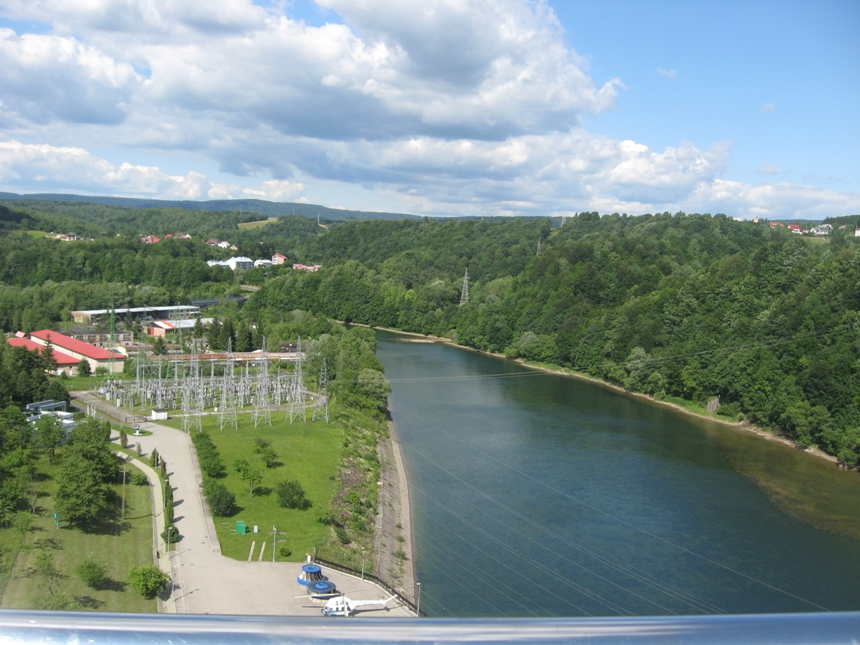
Річка Сян. Витік з озера Соліна.

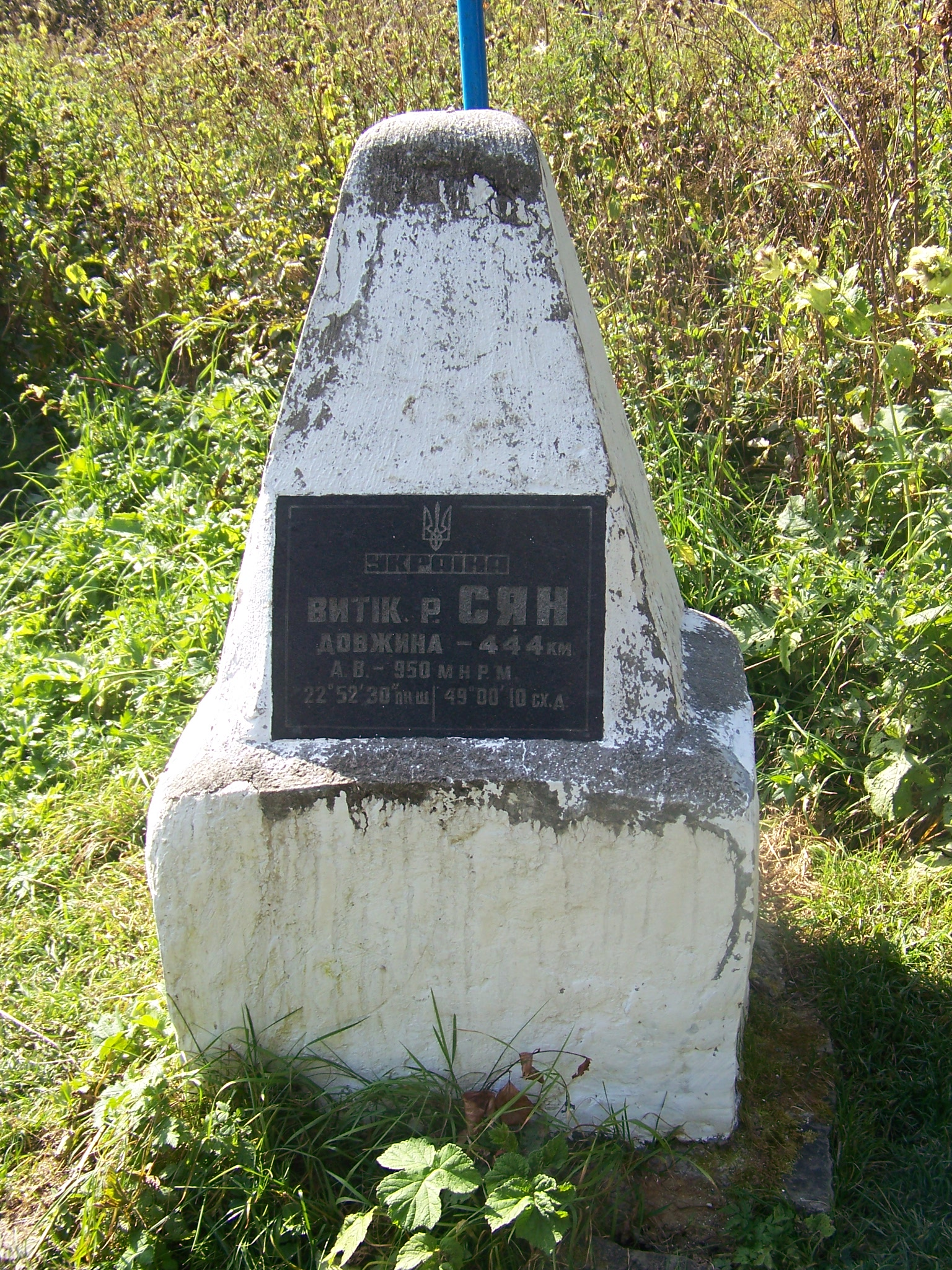
Прикордонний знак номер 224 на українсько-польському кордоні з інформаційною табличкою, що повідомляє про витоки Сяну

Довжина 444 км, сточище 16 861 км² (14 390 км² в Польщі, 2471 км² в Україні). Середня витрата води — 124 м³/сек. Похил річки від 8 м/км у верхній течії до 0,5 м/км на передгір'ї і 0,25 м/км на Надсянській низовині. Живлення переважно снігове та дощове. У пониззі (90 км) судноплавний. У гірській частині на Сяні збудовані водоймища — Солинське і Мичковське та ГЕС.

## Розташування
Починається у Східних Бескидах на межі Бещадів і Верховинського Вододільного хребта, біля Ужоцького перевалу. Витоки розташовані на висоті 950 м. Тече спершу на північний захід між Середніми Бескидами і Стрийсько-Сянською Верховиною (творить кілька поздовжніх долин і закрутів), у Сяніцькій улоговині та на підгір'ї змінює напрям на північний і східний, а нижче від міста Перемишля тече на північний захід у широкій долині по Надсянській низовині. Впадає до Вісли нижче від міста Сандомира.

## Основні притоки
- Солинка, Ослава, Вислок (ліві);
- Ріка, Вігор, Вишня, Ступниця, Шкло, Любачівка, Танва (праві).

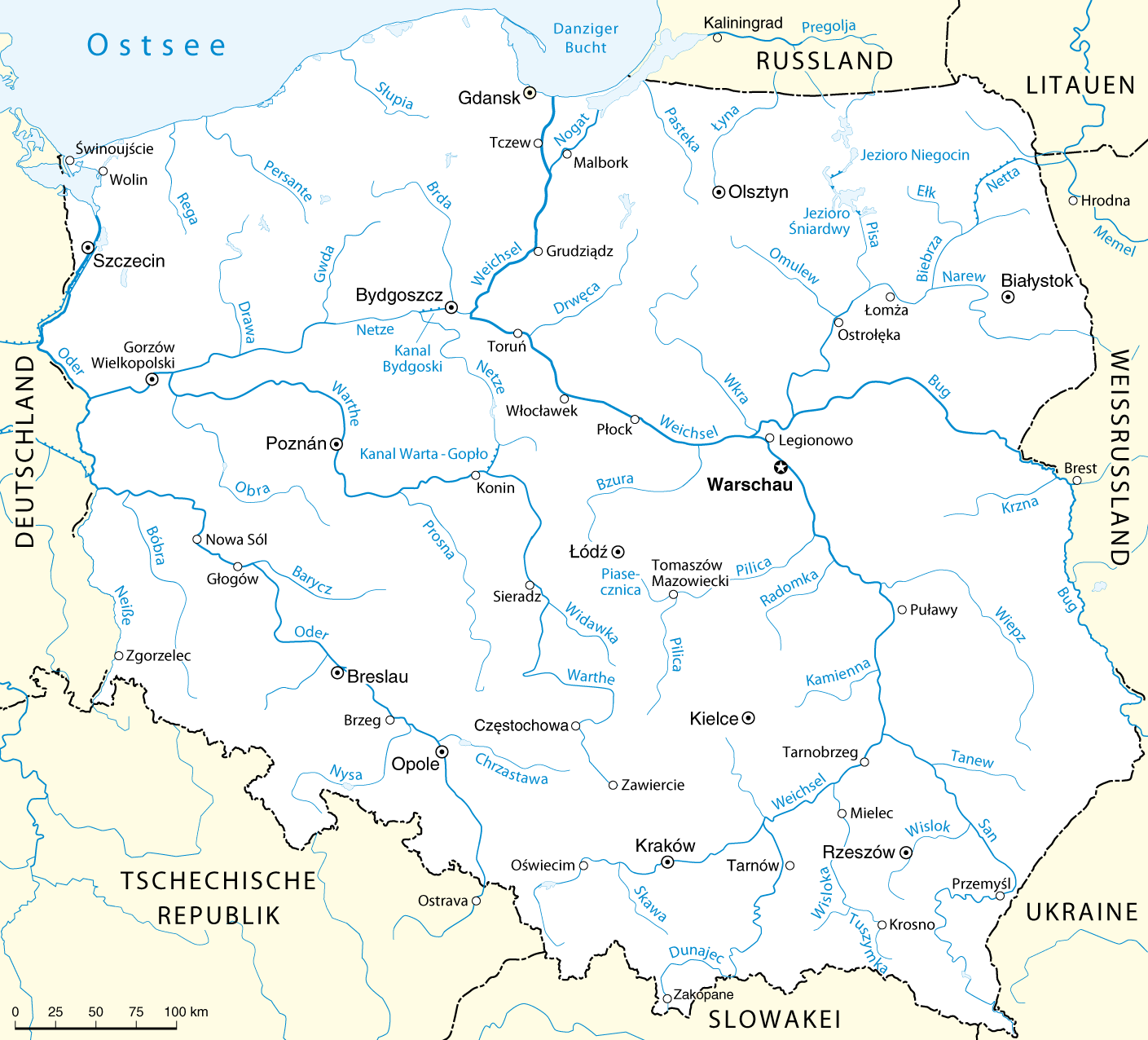
Гідрографічна мережа Польщі
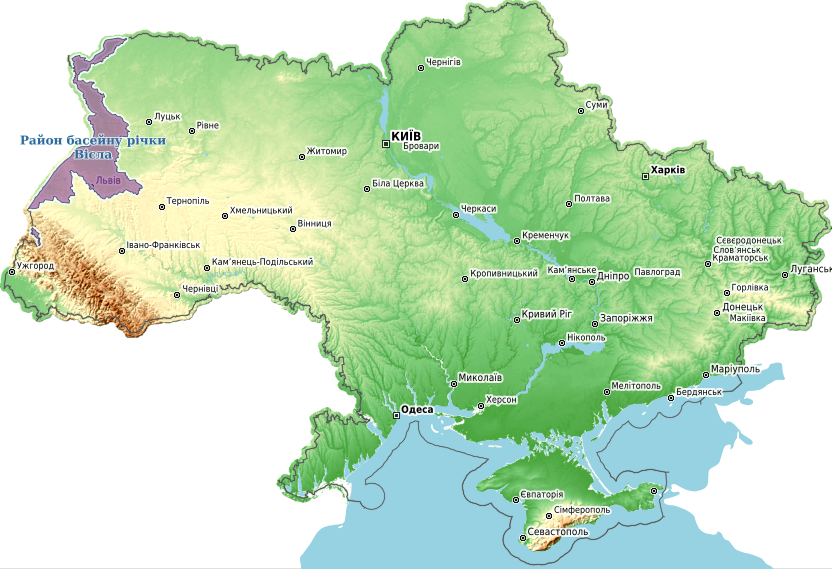
Водозбірний басейн Вісли на території України
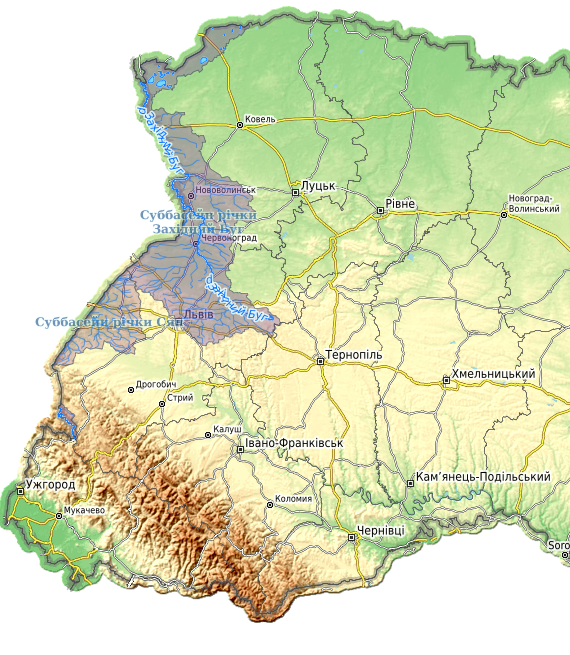
Річкова мережа Сяну на території України

## Населені пункти
На Сяні розташовані міста: Лісько, Сянік, Перемишль, Ярослав.
До 1946 гірський Сян (аж по Сянік) протікав на суто українській етнічній території, середній (від Сянока на півночі до Сіняви) — на українсько-польському прикордонні (Сян вважався за межу української та польської частини Галичини), нижній — на польській етнічній території.
Після встановлення нового кордону між УРСР і Польщею на території України розташовані лише витоки Сяну, далі, на 55 км, Сян є кордоном між Україною та Польщею. Вздовж цієї ділянки річки були розташовані українські села, серед яких Вишня, (Верхня) Тернава, Нижня Тернава, Дзвіняче. У 1946 р. при облаштуванні тут кордону мешканці сіл були переселені, а їхні будівлі — спалені (див. Депортація українців з Польщі до УРСР). Нижче, 390 км, Сян тече у Польщі. Після виселення українського населення державний кордон став також етнічною українсько-польською межею.

## Цікаві факти
- У верхній течії річки розташований Регіональний ландшафтний парк «Надсянський».
- Сян, як західна межа України, згадується в державному гімні України: «Станем, браття, в бій кривавий від Сяну до Дону…». (У редакції до 6 березня 2003 року). При цьому наразі держава Україна має вихід лише до Сяну, але не до східної межі — річки Дону (див. Східна Слобожанщина).